# Alfred Yego
Pour les articles homonymes, voir Yego.
Alfred Kirwa Yego (né le 28 novembre 1986 à Eldoret) est un athlète kényan, spécialiste du demi-fond. Son club est l'Atletica Cento Torri à Pavie (Italie).

## Carrière
Il se distingue lors de la saison 2004, à l'âge de dix-sept ans, en s'adjugeant la médaille d'argent du 800 mètres des Championnats du monde juniors de Grosseto, en Italie. Il participe dès l'année suivante aux Championnats du monde d'Helsinki où il est éliminé dès les séries. En 2006, le Kényan se classe troisième des Championnats d'Afrique de Bambous derrière son compatriote Alex Kipchirchir et le Soudanais Ismail Ahmed Ismail.
Alfred Yego obtient le plus grand succès de sa jeune carrière lors de la saison 2007 à l'occasion des Championnats du monde d'Osaka. Il remporte la finale du 800 mètres en 1 min 47 s 09, devançant d'un centième de seconde le Canadien Gary Reed et de trente centièmes le Russe Yuriy Borzakovskiy. Il devient à cette occasion le troisième athlète kényan titré sur la distance après Billy Konchellah (1987 et 1991) et Paul Ruto (1993). 
Figurant parmi les favoris des Jeux olympiques de 2008, à Pékin, le natif d'Eldoret décroche finalement la médaille de bronze, derrière Wilfred Bungei et Ismail Ahmed Ismail, dans le temps de 1 min 44 s 82. Il remporte en toute fin de saison 2008 à Stuttgart la Finale mondiale du 800 mètres.
Le 23 août 2009, lors des Championnats du monde de Berlin, Yego se classe deuxième de la finale du 800 m, derrière le Sud-africain Mbulaeni Mulaudzi. Il établit quelques jours plus tard lors du meeting de Rieti la performance de 1 min 42 s 67, nouveau record personnel et deuxième meilleure performance mondiale de l'année 2009 derrière son compatriote David Rudisha.
Alfred Yego monte sur la deuxième marche du podium des Championnats d'Afrique 2010 de Nairobi où il s'incline de près de deux secondes face à David Rudisha.

## Palmarès

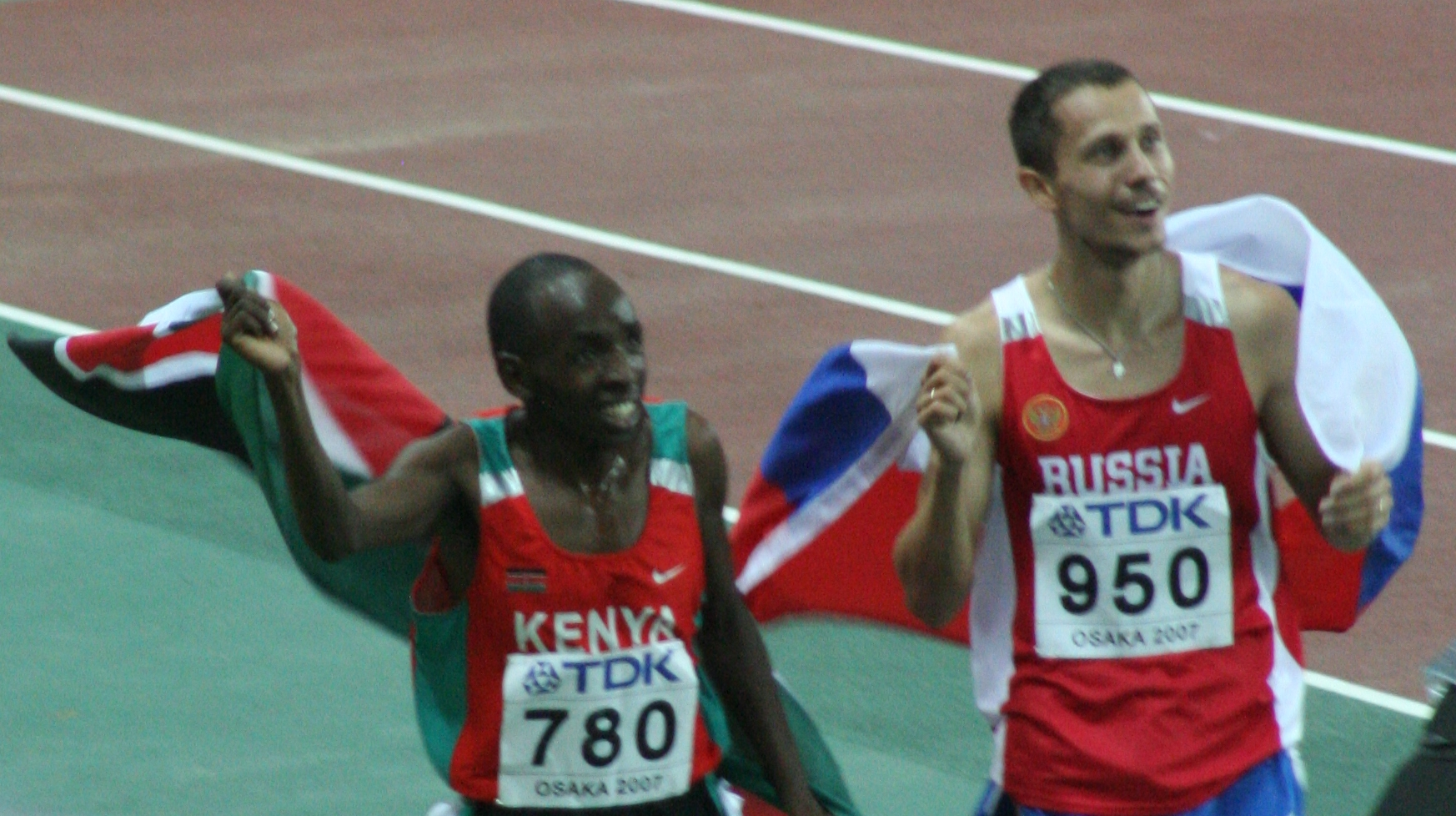
Alfred Yego (à gauche) lors de sa victoire aux championnats du monde d'Osaka.

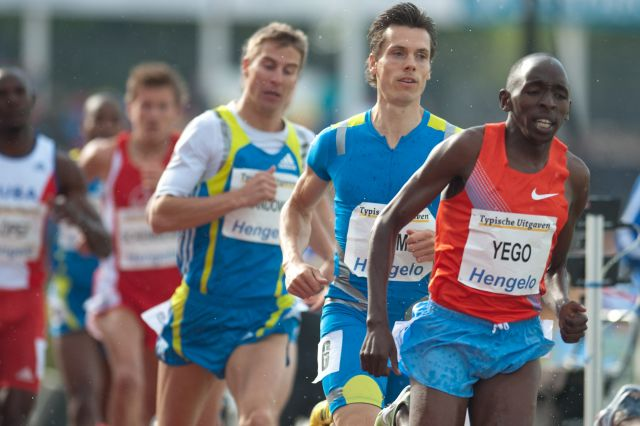
Alfred Yego lors du meeting d'Hengelo 2010

| Année | Compétition                     | Lieu      | Résultat | Épreuve | Temps         |
| ----- | ------------------------------- | --------- | -------- | ------- | ------------- |
| 2004  | Championnats du monde junior    | Grosseto  | 2e       | 800 m   | 1 min 47 s 39 |
| 2005  | Finale mondiale de l'athlétisme | Monaco    | 6e       | 800 m   | 1 min 47 s 39 |
| 2006  | Championnats d'Afrique          | Bambous   | 3e       | 800 m   | 1 min 46 s 85 |
| 2006  | Finale mondiale de l'athlétisme | Stuttgart | 8e       | 800 m   | 1 min 48 s 01 |
| 2007  | Championnats du monde           | Osaka     | 1er      | 800 m   | 1 min 47 s 09 |
| 2008  | Jeux olympiques                 | Pékin     | 3e       | 800 m   | 1 min 44 s 82 |
| 2008  | Finale mondiale de l'athlétisme | Stuttgart | 1er      | 800 m   | 1 min 49 s 05 |
| 2009  | Championnats du monde           | Berlin    | 2e       | 800 m   | 1 min 45 s 35 |
| 2010  | Championnats d'Afrique          | Nairobi   | 2e       | 800 m   | 1 min 44 s 85 |
| 2011  | Championnats du monde           | Daegu     | 7e       | 800 m   | 1 min 45 s 83 |

## Records
| Épreuve | Performance   | Lieu  | Date             |
| ------- | ------------- | ----- | ---------------- |
| 800 m   | 1 min 42 s 67 | Rieti | 6 septembre 2009 |